# یوتو ناگای
یوتو ناگای (به ژاپنی: 永井 悠斗ナガイ ユウト Yuto NAGAI), یک پژوهشگر اهل ژاپن و وابسته به دانشگاه تسوکوبا است. او فارغ‌التحصیل کارشناسی ارشد هنر (مارس ۲۰۱۹، دانشگاه تسوکوبا) و
دکتری (هنر) (مارس ۲۰۲۴، دانشگاه تسوکوبا) است.

پایان‌نامه دکترای او درآمدی بر مطالعه لغت‌شناسی کلاسیک / فیلولوژیکی تاریخ ماگا برهمانا بود که در سال ۲۰۲۴ به چاپ رسید.

## مقاله‌ها
- تفاوت در توصیف ماگا و دوا رایا در متون پورانا و بودایی مجله مطالعات هندی و بودایی [۳] (۲) ۱۰۸۸–۱۰۸۵ ۲۰ ۲۰۲۰ با بازبینی همتا
- در مورد دست‌نوشته‌های بهاویشیا پورانا مجله مطالعات هندی و بودایی ۷۲ (۳) ۹۷۹–۹۸۳، ۲۰۲۴ با بررسی همتایان
- درآمدی بر مطالعه لغت‌شناسی کلاسیک تاریخ ماگا برهمانا ۲۰۲۴
- ترجمه ژاپنی افسانه سامبا (۳) - بهاویسیا پورانا، کتاب ۱، فصل ۱۳۹ - مجله مطالعات دینی و فلسفه تطبیقی (۲۳) ۷۷–۱۰۳ ۲۰۲۲
- ماگا برهمانا و デーヴァラカ: شباهت‌ها و تفاوت‌های آنها مجله مطالعات هندی و بودایی ۷۰ (۱) ۵۰۴–۵۰۱ ۲۰۲۱ با بررسی همتایان
- تغییرات متنی در مورد نام چهار کاست در شاکادویپا مجله مطالعات هندی و بودایی ۶۹ (۳) ۹۸۶–۹۹۰، ۲۰۲۱ با بررسی همتایان
- ترجمه ژاپنی افسانه سامبا (۲) - فصل ۲۴ و ۲۶ سامبا پورانا - مجله مطالعات دینی و فلسفه تطبیقی (۲۲) ۶۵–۸۰ ۲۰۲۱
- ترجمه ژاپنی و تفسیر افسانه سامبا (۱) - فصل ۳ و ۶ سامبا پورانا - مطالعات دینی و فلسفه تطبیقی (۲۱) ۲۰۲۰
- ترجمه آزمایشی شعر سانسکریت پارسی "شانزده شلوکا مطالعات باستانی کلاسیک (۱۲) ۱–۱۷ مارس ۲۰۲۰
- ماگا، رهبر مذهبی در ادبیات هند: مروری بر تحقیقات قبلی و ادبیات مرتبط مجله مطالعات دینی و فلسفه تطبیقی (۲۰) ۳۹–۵۸ ۲۰۱۹
- بررسی فیلولوژیکی «ماگا» - با تمرکز بر توصیفات در متون بودایی و پورانا - ۲۰۱۹ [۱]
- درآمدی بر مطالعه فیلولوژیکی تاریخ ماگا برهمانا ۲۰۲۳ (マガ・ブラーフマナの歴史に関する文献学的研究序説)[۴]